# Gimnur de Mindanao
El gimnur de Mindanao (Podogymnura truei) és una espècie de gimnur endèmica de les Filipines. El seu hàbitat natural són els boscos secs tropicals o subtropicals. Està amenaçat per la pèrdua d'hàbitat.
Fou anomenat en honor del biòleg estatunidenc Frederick William True.